# Університет Лейкгед
Університет Лейкгед — це державний науково-дослідний університет, який має два кампуси в містах Тандер-Бей та Оріллія, провінція Онтаріо, Канада. Скорочена назва: «Lakehead U», або «LU». У ньому є програми для бакалаврів, аспірантури, юридичний факультет Бори Ласкіна, єдина міжнародна акредитована (AACSB) бізнес-школа на півночі Онтаріо. Тут також знаходиться західний кампус Медичної школи Північного Онтаріо.
Лейкгед випустив понад 45 000 випускників. Основний кампус в Тандер-Бей налічує близько 7 900 студентів. Станом на вересень 2006 р. в новому постійному кампусі в Оріллі, розташованому приблизно в 150 км від Торонто, навчається близько 1400 студентів.

## Історія
Університет Лейкгед виник як нащадок Технічного інституту Лейкгед та Коледжу мистецтв, науки та технологій Лейкгед. Технічний інститут Лейкгед був створений у відповідь на коротку доповідь, яка підкреслювала необхідність вищого навчального закладу на північному заході Онтаріо. Він був заснований 4 червня 1946 року наказом Ради провінції Онтаріо. Заняття розпочалися в січні 1948 року у тимчасових орендованих приміщеннях у центрі Порт-Артура (зараз частина міста Тандер-Бей). У вересні того ж року до навчальної програми були додані перші університетські курси.
Коледж мистецтв, науки та технологій Лейкгед був заснований актом Законодавчої асамблеї Онтаріо 1 серпня 1957 року. Через роки в первинний Закон про Коледж мистецтв, науки та технологій Лейкгед було внесено зміни, щоб надати коледжу повноваження створювати нові факультети та присвоювати наукові ступені в галузі мистецтв та наук. Закон про університет Лейкгед 1965 р. був затверджений королівською згодою 22 червня 1965 р. і набув чинності 1 липня 1965 року. Коледж мистецтв, науки та технологій Лейкгед, згодом відомий як «Університет Лейкгед», продовжив існування згідно з цим новим статутом. Перші ступені були присвоєні 5 травня 1965 року. Першим канцлером університету став сенатор Норман МакЛауд Патерсон .

## Кампуси

### Кампус у місті Тандер-Бей
Оригінальний кампус коледжу займав близько 32 га землі на південному заході Порт-Артура, Онтаріо. З 1962 по 1965 р. додатково було придбано 87 га прилеглої землі в очікуванні майбутнього розширення. Перша будівля була відкрита в 1957 році.

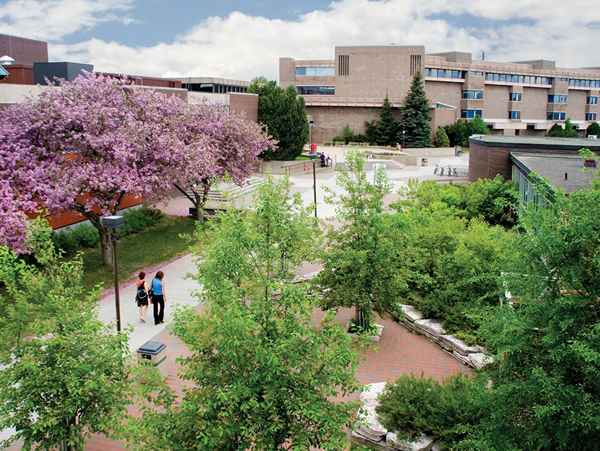
Будинок Centennial

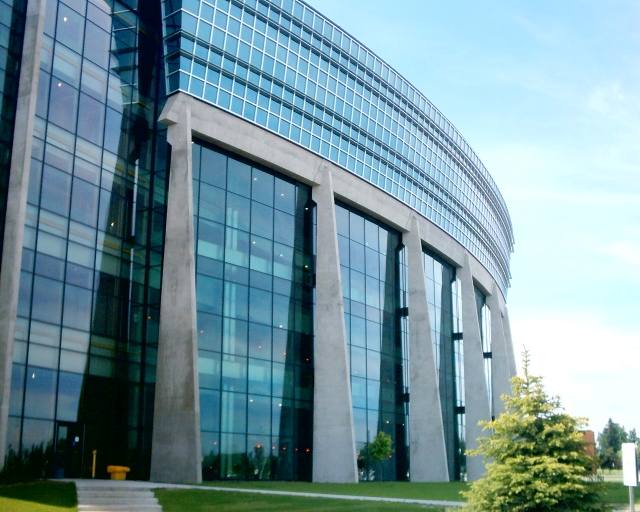
Центр передових технологій та наукового життя.

У 2005 році була створена Північна школа Онтаріо (NOSM) як спільна ініціатива університету Лейкгед та Лаврентийського університету в Садбері, організована в рамках медичного факультету Лаврентийського (Східний Кампус) та Лейкгед (Західний Кампус) університетів. Медична школа має декілька навчальних та дослідницьких майданчиків у Північному Онтаріо. Студентам надається вибір відвідування будь-якого з двох основних кампусів NOSM. NOSM — єдиний канадський медичний навчальний заклад, створений як самостійна некомерційна корпорація, яка має власну Раду директорів та підзаконні акти корпорації.
Оскільки Тандер-Бей має велику, порівняно з іншими канадськими містами, фінську громаду, в університеті існує програма з фінської мови та культури.
Була створена нова юридична школа; факультет прийняв своїх перших студентів у 2013 році. Програма розміщена в колишньому Коледжі Порт-Артура. У 2014 році його перейменували на юридичний факультет імені Бори Ласкіна, на честь чотирнадцятого головного судді Канади родом з м. Тандер-Бей.
Зараз університет Лейкхед обʼєднує 39 будівель на 116 га, включаючи 40 га ландшафтних та доглянутих територій.

### Кампус у місті Оріллія
Університет Лейкгед відкрив кампус в районі Heritage Place в центрі міста Оріллія в 2006 році; протягом першого семестру в ньому навчалися близько 100 студентів.
У вересні 2010 року університет розширився і додав новий корпус на 500 Юніверсіті-Авеню. Новий навчальний корпус на цій ділянці є першим етапом у розробці першого в Канаді університетського містечка рівня Платинум в галузі енергетичного та екологічного дизайну (LEED). Будинок студентської резиденції на 271 жителя, включаючи кафетерій та книжковий магазин, відкрився в листопаді 2012 року на University Avenue. Зараз у кампусі Лейкгед-Оріллія налічується понад 1200 студентів, які навчаються у будівлях Heritage Place та University Avenue. Бакалаврські програми пропонуються в будівлі 500 University Avenue, а професійна річна освітня програма Lakehead Orillia пропонується в кампусі в центрі міста.

### Проживання
Житло для студентів (співробітників) в університеті Лейкгед розділено на три типи: гуртожитки (residence halls), квартири та таунхауси. На даний момент у резиденції Thunder Bay є 1196 ліжок та три їдальні. Студенти можуть обрати один з варіантів харчування, який варіюється від міні-кухні, повної кухні та повного плану харчування в залежності від стилів проживання.
Чоловіча резиденція для 52 студентів була відкрита восени 1962 р., і з часом розрослася до міні-містечка, що складається з 10 нових будівель. Містечко розташоване на березі річки Макінтайр в межах п'яти хвилин ходьби від усіх університетських будівель та спортивних споруд.
З 1989 по 1992 рік до складу резиденції було додано комплекс таунхаусів, включаючи деякі одиниці для людей з обмеженими можливостями.
Резиденція на 271 ліжко в Оріллі відкрила свої двері наприкінці осені 2012 року. У резиденції Оріллі є один обов'язковий план харчування для студентів, а також один кафетерій, що належить округу Медісон.

### Сільськогосподарська науково-дослідна станція
Університет підтримує дослідницьку станцію за межами міста Тандер-Бей для тестування нововиведених сортів сільськогосподарських культур. Станція працювала протягом декількох років, і університет офіційно включив її до власної структури у 2018 році.

## Академічна організація
Університет має дев'ять факультетів: управління бізнесом, освіта, інженерія, управління природними ресурсами, факультет здоров'я та поведінкових наук, наука та екологічні дослідження, соціальні та гуманітарні науки, медицина та аспірантура . Юридичний факультет привітав своїх перших студентів у вересні 2013 року.
Виходячи із кількості студентів, які навчаються на денній формі, соціальні науки та гуманітарні науки є найбільшим факультетом в Лейкхеді, де навчається близько 30 % студентів, а потім — галузі охорони здоров'я та поведінкових наук, науки та екологічних досліджень, інженерії, освіти та ділового адміністрування. Два невеликі факультети — це управління природними ресурсами та медицина, кожен з яких складає менше 2 % від кількості студентів.

### Аборигени

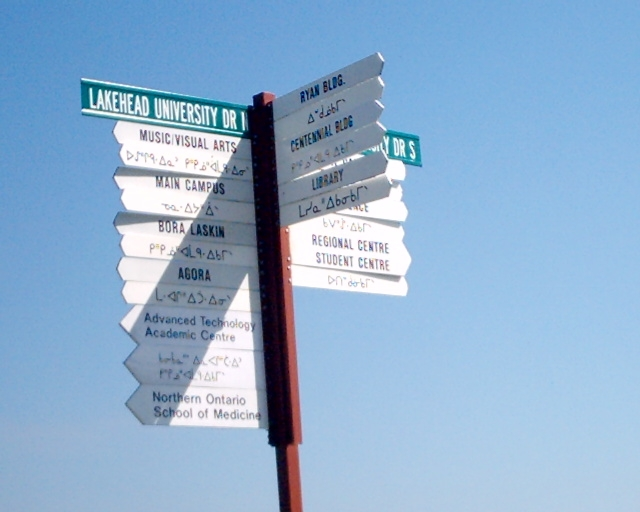
Двомовний знак. Мови — англійська та анішинабе.

З точки зору відсотку від загальної чисельності студентів, університет Лейкгед має одну з найбільших студентських спільнот аборигенного походження в Канаді. Університет має органи представництва аборигенів, які функціонують як частина структури управління. Лейкгед також пропонує підтримку аборигенів, наприклад, спеціальні підготовчі програми для першого курсу. Репетиторські послуги доступні в рамках програми підготовки медичних сестер для аборигенних громад. Існує також програма «Вища наука», яка спрямована на віддалені громади аборигенів. Лейкгед має єдиний в Канаді департамент освіти для аборигенів, який сприяє навчанню рідної мови та підготовці вчителів для задоволення потреб аборигенських студентів та громад.

### Стипендії
Університет Лейкгед має низку стипендій для студентів-аборигенів по різним програмам
Окрім цих стипендій, Університет Лейкгед надає вступні стипендії студентам середньої школи із оцінкою понад 80 %, які виплачуються протягом чотирьох років навчання студентів. Лейкгед також пропонує безкоштовне навчання студентам із середніми оцінками 95 % або вище.

## Зовнішні посилання
- Офіційний сайт університету Лейкгед
- Університет Лейкгед — офіційний сайт кампусу Оріллія
- Офіційний сайт Lakehead Thunderwolves